# Nam triều (Nhật Bản)
Nam triều (南朝 Nanchō) là triều đình của bốn thiên hoàng (Thiên hoàng Go-Daigo và chi của ông) tuyên bố vương quyền trong thời kỳ Nanboku-chō kéo dài từ năm 1336 đến năm 1392 với mục đích chiếm ngôi vị từ Bắc triều. Thời kỳ kết thúc khi Nam triều thua trận và thống nhất với Bắc triều. Lịch sử hiện tại coi Nam triều được là hợp pháp do là triều đình giữ tam chủng thần khí
Nam triều được gọi là "dòng thứ" hoặc dòng Đại Giác Tự Thống (大覚寺統 Daikakuji-tō), Daikaku-ji là nơi ở ẩn dật của Go-Uda, nắm quyền Nam triều. Vì đóng đô tại Yoshino, Nara, nên còn được gọi là triều đình Yoshino (吉野朝廷 Yoshino chōtei).

## Bối cảnh
- Kinh đô Bắc triều: Kyoto
- Kinh đô Nam triều: Yoshino.

Hoàng vị trong thời kỳ Nanboku-chō khá gần nhau nhưng được phân chia địa lý. Được gọi là:
- Kinh đô Bắc triều: Kyoto
- Kinh đô Nam triều: Yoshino.

Bắc triều có nguồn gốc hậu Thiên hoàng Go-Saga, trị vì từ năm 1242 đến năm 1246. Go-Saga có hai người con trai lần lượt kế vị, Thiên hoàng Go-Fukakusa và Thiên hoàng Kameyama. Trước khi qua đời năm 1272, Go-Saga nhấn mạnh với con mình thông qua kế hoạch trong tương lai về việc hai dòng anh em sẽ lên ngôi xen kẽ nhau. Kế hoạch này tỏ ra không khả thi, hai chi Daikakuji-tō (大覚寺統 Đại Giác Tự Thống) và chi Jimyōin-tō đối địch với nhau và đưa ra đòi hỏi mỗi khi chi kia lên ngôi.
Mạc phủ Kamakura cuối cùng là người ra quyết định việc lên ngôi sẽ xen kẽ giữa dòng Daikakuji và Jimyōin cứ sau mười năm. Tuy nhiên, Thiên hoàng Go-Daigo đã không tuân thủ thỏa thuận đàm phán này.
Năm 1331, Thiên hoàng Go-Daigo nỗ lực lật đổ Mạc phủ Kamakura, sự việc thất bại, bị lưu đày đến Quần đảo Oki. Mạc phủ đưa Thiên hoàng Kōgon thuộc chi Jimyōin lên ngôi vị.
Năm 1333, Thiên hoàng Go-Daigo dàn dựng Tân chính Kenmu và nổi dậy chống lại gia tộc  Hōjō một gia tộc thực sự kiểm soát Mạc phủ Kamakura. Việc nổi dậy thành công, Mạc phủ bị xóa bỏ, mọi quyền lực thuộc về Thiên hoàng Go-Daigo.
Nhưng việc kiểm soát triều đình của Go-Daigo đã dẫn đến sự không hài lòng của tầng lớp samurai. Chinh đông tướng quân Ashikaga Takauji (足利 尊氏 Túc Lợi Tôn Thị) đưa ra vài lời khuyên cho việc cải tổ của Thiên hoàng nhưng không được chấp thuận; đồng thời cho rằng có ý chống đối Thiên hoàng Go-Daigo cho người kiểm soát Takauji.
Năm 1335, nhân cuộc nổi loạn Nakasendai bởi Hōjō Tokiyuki, gia tộc Hōjō muốn lấy lại quyền lực ở Kamakura, Takauji được cử đi đánh dẹp. Takauji đã phất lờ cuộc nổi loạn đồng thời tự giành lấy việc kiểm soát Kamakura. Lấy một vài lý do để tuyên bố mình là shōgun và cấp đất cho một số người theo mình mà triều đình không cho phép. Takauji tuyên bố trung thành với triều đình, nhưng Go-Daigo đã gửi Nitta Yoshisada để đòi lại Kamakura.
Đội quân Yoshisada bị đánh bại, việc này đã dọn đường cho Takauji và Ashikaga Tadayoshi hành quân đến Kyoto. Việc chiếm giữ diễn ra trong vài ngày. Chỉ sau trận chiến Minatogawa, Takauji mới kiểm soát được Kyoto vĩnh viễn. Thiên hoàng Kōmyō được sự hỗ trợ bởi shōgun Ashikaga lên ngôi vị đóng đô tại Kyoto đối lập với triều đình Go-Daigo đã lưu vong, thiết lập Bắc triều.
Sau khi thất bại Thiên hoàng Go-Daigo rút về Yoshino, tỉnh Yamato, tuyên bố đòi hoàng vị, thiết lập Nam triều. Đánh dấu thời kỳ Nam Bắc triều trong lịch sử Nhật Bản.

## Thiên hoàng
Đây là Nanchō hoặc Thiên hoàng Nam triều:
- Thiên hoàng Go-Daigo 1336–1339.[7]
- Thiên hoàng Go-Murakami 1339–1368.[8]
- Thiên hoàng Chōkei 1368–1383.[9]
- Thiên hoàng Go-Kameyama 1383–1392.[10]

## Nam triều
Sau khi Go-Daigo rút về Yoshino, ông đã ra lệnh cho Thân vương Kaneyoshi (懐良親王 Hoài Lương Thân vương) tới Kyūshū với tư cách là Chinh tây tướng quân (Chinzei Shogun); Nitta Yoshisada và Thân vương Tsunenaga (恒良親王 Hằng Lương Thân vương) tới Hokuriku, và cứ thế, phái các con trai của mình đi khắp nơi, để họ có thể chống lại Bắc triều.
Năm 1339, Go-Daigo thoái vị nhường ngôi cho Thiên hoàng Go-Murakami. Kitabatake Chikafusa trở thành cố vấn của Thiên hoàng.
Năm 1348, Kō no Moronao tấn công Yoshino, khiến Go-Murakami phải rút khỏi đây. Sau đó năm 1352 nhân mạc phủ Ashikaga nội chiến, Kusunoki Masanori đã chiếm lấy Kyoto và đưa Thiên hoàng Kōgon, Thiên hoàng Kōmyō, Thiên hoàng Sukō, và Thái tử Tadahito về Nam triều. Sau đó mạc phủ đã chiếm lại Kyoto trong thời gian không lâu sau đó.
Trong thời gian này Nam triều liên tiếp đưa quân chiếm được Kyoto trong nhiều giai đoạn khác nhau. Nhưng quyền lực của Thiên hoàng cũng suy yếu.

## Thống nhất
Năm 1392, Mạc phủ Ashikaga đã thuyết phục Thiên hoàng Go-Kameyama ở Nam triều truyền lại hoàng vị cho Thiên hoàng Go-Komatsu, để trở thành người kế vị với việc lên ngôi xen kẽ giữa hai chi. Go-Kameyama chấp thuận với chủ trương này. Thời kỳ Nam Bắc triều kết thúc.
Chủ trương đã bị Go-Komatsu xóa bỏ. năm 1412, Go-Komatsu thoái vị và truyền ngôi cho con mình là Thiên hoàng Shōkō.
Cho đến năm 1911, các Thiên hoàng Bắc triều được coi là những người hợp pháp, và Nam triều là bất hợp pháp. Tuy nhiên, bây giờ Nam triều được coi là hợp pháp, chủ yếu vì họ giữ tam chủng thần khí thiêng liêng, và do đó, Thiên hoàng Go-Komatsu không được coi là hợp pháp trong 10 năm đầu cầm quyền.